# 비탈리크 부테린
비탈리크 부테린(Vitalik Buterin, 러시아어: Виталик Бутерин, 1994년 1월 31일 ~ )은 프로그래머이자 작가로, 이더리움이라고 불리는 블록체인 시스템을 만든 공동 창업가이다.

## 생애
부테린은 러시아 모스크바주 콜롬나에서 태어났다. 6살 때 부모님이 취직을 위해 캐나다로 이민을 가면서 캐나다에 정착하게 되었다. 캐나다 초등학교 3학년이 되자 영재반으로 들어가게 되었고 거기서 수학, 프로그래밍, 그리고 경제학에 관심을 두기 시작했다. 또 다른 또래 아이들보다 두 배 빠른 속도로 세 자리 숫자를 머릿속에서 연산할 수 있었다. 2012년에는 국제 정보 올림피아드(IOI) 대회에 참가하여 동메달을 획득했다. 이후 워털루 대학교에 진학했으나 2014년에 그만두는 동시에 티엘 펠로우십을 수여받았다. 그리고는 비트코인에서 정규로 근무하기 시작했다.
현재 부테린은 스위스의 추크에 살고 있다.

## 활동
- Pybitcointools (2013-2014)
- 비트코인 매거진 (2011-2014)
- 이더리움 (2014-)

### 비트코인 매거진 시절
부테린은 비트코인 챗포럼에서 비트코인 관련 블로그를 개설하려는 사람을 만났는데, 이 사람은 자기 블로그에 올릴 기사를 써주는 사람에게 5비트코인(약 3.5달러)을 주겠다고 했다. 부테린은 이에 승낙하고 기사를 집필하는 일을 수년간 맡다가, 이후 비트코인의 유행이 식어가면서 웹사이트도 폐쇄되자 동시에 그만뒀다.
2011년 9월, 또다른 유저가 부테린에게 접촉해 왔는데, <비트코인 매거진>이라는 새로운 출판물에 관한 일이었다. 여기서 부테린은 초대 공동 창간자가 되어 대표 기고자로 활동하게 된다.
이와 더불어 부테린은 <비트코인 위클리>를 비롯한 여러 간행물에 비트코인에 관한 주제로 글을 기고했다. <비트코인 매거진>은 이후 2012년에 인쇄판으로 발행을 시작하였는데, 암호화폐 관련 전문간행지로는 최초였다. <비트코인 매거진>은 이후 BTC 미디어에서 인수하였고, 부테린은 2014년 중반까지 기고를 계속했다.
부테린은 또한 논문심사 학술지 <레저>의 편집국에서도 일했는데 여기서는 주로 암호화폐와 블록체인 기술 관련 연구논문의 전문을 실었다.

### 이더리움
부테린은 이더리움의 공동 창립자이자 창안자이다. 이더리움은 "분권화된 채굴망과 소프트웨어 개발 플랫폼을 하나로 묶은 것"으로, 블록체인 (암호화된 거래내역) 공유 프로그램과 새로운 암호화폐의 생성을 용이하게 한다.

### 오픈소스 소프트웨어
부테린은 오픈소스 소프트웨어 프로젝트의 개발자로도 참여한 바 있으며, 초창기에 참여한 것으로는 크립토킷 (Kryptokit), 파이비트코인툴스 (pybitcointools), multisig.info, 비트키스플릿 (btckeysplit) 등이 있다. 코디 윌슨의 다크월렛 (DarkWallet) 비트코인 파이썬 라이브러리, 그리고 암호화폐 거래사이트인 이고라 (Egora)에도 참여했다.

## 수상
2014년 11월 '월드 테크놀로지 어워드'에서 페이스북 창업자인 마크 저커버그를 제치고 IT 소프트웨어 수상자로 뽑혔다. 이 상은 포브스와 타임 등이 공동 주관하는 상으로서, 신기술 분야의 노벨상이라고 불린다.